# Liste d'éléphants de fiction
Cet article dresse une liste d'éléphants de fiction.
Les éléphants sont présents dans de nombreuses œuvres de fiction :

## Littérature
- Rosie, dans De l'eau pour les éléphants de Sara Gruen ;

### Littérature d'enfance et de jeunesse
- Elmer, l'éléphant bariolé de David McKee. ;
- Hathi, dans Le Livre de la jungle de Rudyard Kipling ;
- Pomelo, l'éléphant rose, texte de Ramona Bádescu, illustrations de Benjamin Chaud : une quinzaine de titres, depuis 2002. Plusieurs de ces titres[1] font partie de la « Bibliothèque jeunesse idéale » du Centre national de la littérature pour la jeunesse (BnF).

## Visuels

### Dessins animéset Animation
- Babar ;
- Colonel Hathi, Winifred, Junior ainsi que les autres, éléphants d'Asie du Walt Disney Pictures Le Livre de la jungle
- Dumbo, sa mère et les autres éléphantes dans Dumbo (1941) ;
- Elmer l'éléphant un court métrage de 1936;
- Horton ;
- lumpy L’éfélant, du dessin animé Winnie l'ourson et l'Éfélant ;
- Tantor et sa famille, dans le Walt Disney Pictures Tarzan ;
- Eugène dans Bêtes à craquer

## Autres
- Phanpy et son évolution Donphan, Pokémon de deuxième génération ainsi que Charibari et son évolution Pachyradjah Pokémon de la huitième génération ;
- Les Loxodon, créatures de Magic l'Assemblée
- Les Oliphants, aussi appelés Mûmaks, créatures fantastique de l'univers de J. R. R. Tolkien
- Frère Warth personnage DC Comics ressemblant fortement au dieu Hindou Ganesh.

La maison à vapeur de Jules Verne un éléphant mécanique abritant une machine à vapeur (la fumée de la chaudière s'échappe par la trompe), c'est à bord de ce véhicule improbable (créé pour un Maharadjah fantaisiste) qu'un groupe d'Anglais traverse les Indes et vit mille aventures. Il a été recréé à Nantes dans le cadre du parc d'attraction Vernien les machines de l'Ile.